# Carica augusti
Carica augusti Harms es una especie de plantas de la familia Caricacae endémica del Perú conocida en el sur del Perú como árbol pati o wira pasñacha (mujercita gorda, en quechua).
Está amenazada por pérdida de hábitat. Especie arbórea conocida de subpoblaciones en el departamento de Ayacucho y Huancavelica. Según investigaciones de antropólogos y arqueólogos, fue un árbol venerado por la cultura wari.

## Descripción
Es una planta herbácea perenne, de hasta 6 metros de alto, propia de zonas secas, con abundante látex en todos sus órganos. De sistema radicular poco profundo, con raíz principal corta y raíces laterales desarrolladas y relativamente superficiales, con un gran desarrollo de tejido almacenador de agua, razón por la que puede resistir grandes periodos de sequía.
La superficie de los tallos presenta cicatrices de las hojas caídas; las hojas pequeñas alargadas, pecioladas,helicoidales y densamente agrupadas en los ápices de las ramas de la copa ramificada. Dichas hojas tienen más liso y brilloso de color verde oscuro, envés de color verde claro opalescente.
Presenta flores de color crema-amarillo generalmente de 3 clases:
- Flores femeninas o pistiladas sin estambres, con un pistilo globoso y ovoide, de 5 carpeles concrescentes y estigmas desarrollados
- Flores masculinas o estaminadas con estambres fértiles y pistilo poco desarrollado casi atrofiado
- Flores bisexuales o hermafroditas, con 5–10 estambres y pistilo globoso con 5 concrescentes.

La planta se propaga de manera natural a través de semillas, su crecimiento es muy lento y vive varios años. Es una especie adaptada a zonas secas y frías de los Andes situados a altitudes que oscilan los 2,600 y 2,850 m s. n. m.

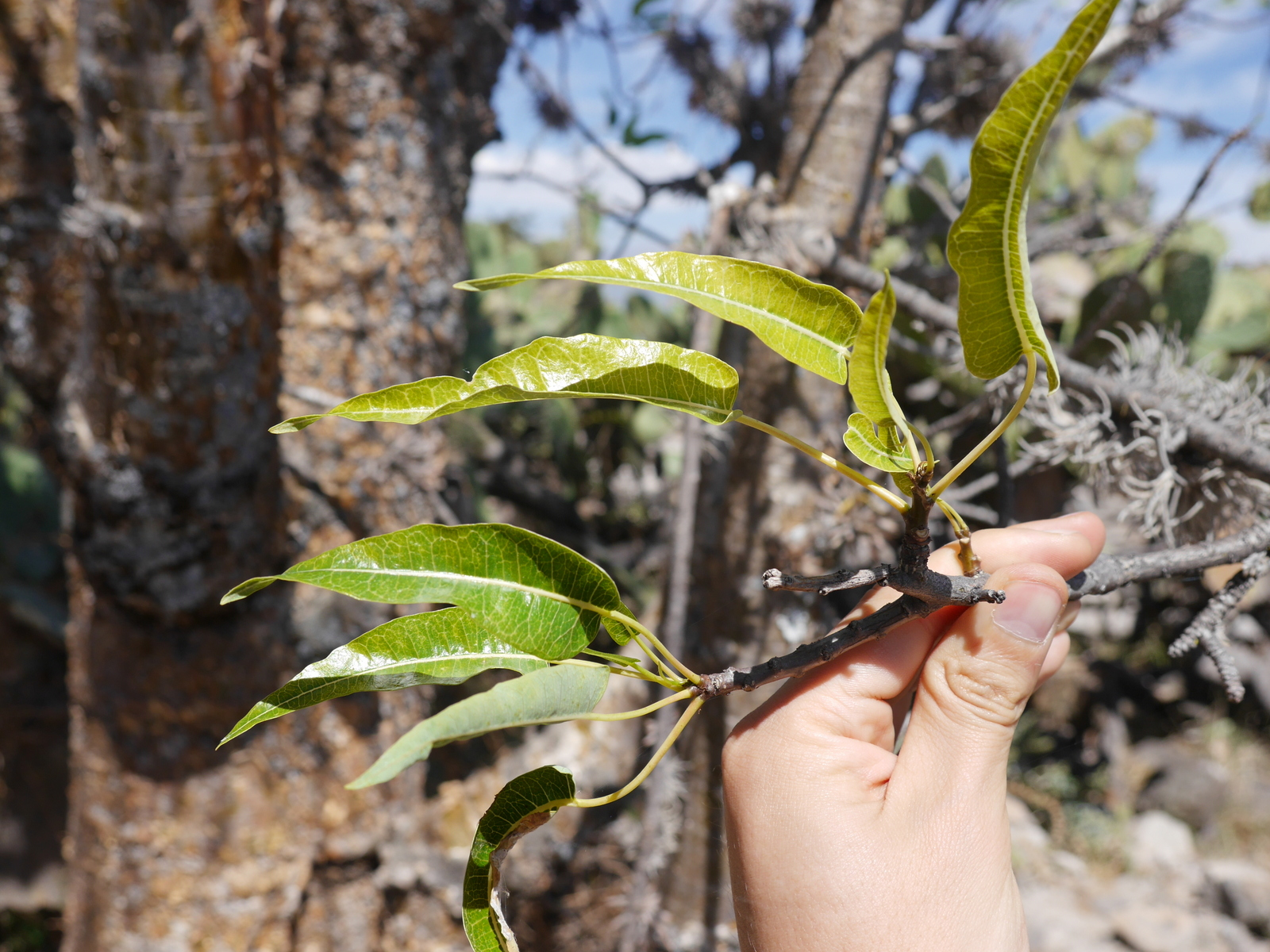
Hoja